# Острудський повіт
Острудзький повіт (пол. powiat ostródzki) — один з 19 земських повітів Вармінсько-Мазурського воєводства Польщі.
Утворений 1 січня 1999 року в результаті адміністративної реформи.

## Загальні дані
Повіт знаходиться у західній частині воєводства.
Адміністративний центр — місто Оструда.
Станом на 1.01.2008 населення становить 104 890 осіб, площа 1766,29 км².
На терени повіту були депортовані 2111 українців з українських етнічних територій у 1947 році (т. з. акція «Вісла»).

## Демографія
Демографічні дані повіту станом на 30.06.2005:
|       | Всього  | Всього | Жінки  | Жінки | Чоловіки | Чоловіки |
| ----- | ------- | ------ | ------ | ----- | -------- | -------- |
|       | осіб    | %      | осіб   | %     | осіб     | %        |
| Повіт | 105 499 | 100    | 53 682 | 50,9  | 51 817   | 49,1     |
| Міста | 53 046  | 100    | 27 728 | 52,3  | 25 318   | 47,7     |
| Села  | 52 453  | 100    | 25 954 | 49,5  | 26 499   | 50,5     |